# 神代正道
神代 正道（こうじろ まさみち、1941年10月5日 - ）は、日本の教育者、医学者。専門分野は肝癌の病理学的研究。

## 経歴
福岡市に生まれる。1960年3月福岡県立修猷館高等学校を経て、1967年3月久留米大学医学部を卒業。1972年3月久留米大学大学院医学研究科を修了（病理学専攻）。
1972年4月久留米大学医学部第一病理学講座助手、1973年6月同講師となり、1977年6月より1978年12月までハーバード大学マサチューセッツ総合病院に客員研究員として留学。1984年4月久留米大学医学部第一病理学講座助教授を経て、1986年4月同教授に就任する。その後、1991年4月より1994年3月まで久留米大学医学部附属臨床検査技師専門学校校長、1997年4月より2000年3月まで学生委員長、2001年4月より2004年3月まで久留米大学大学院医学研究科長を務め、2005年4月久留米大学医学部長に就任する。2007年3月定年退職、同年4月久留米大学名誉教授となる。
2008年1月学校法人久留米大学常務理事を経て、2011年7月同理事長に就任し、2016年12月まで務めた。
1999年日本病理学賞、2008年日本肝臓学会賞（織田賞）受賞。